# وو مينشيا
وو مينشيا (Wu Minxia) هي لاعبة أولمبية لرياضة غطس من الصين. شاركت في الأولمبياد الصيفي في 2004–2012، وفازت بما مجموعه 6 ميداليات.

## الميداليات
| ذهب | فضة | برونز | المجموع |
| 4   | 1   | 1     | 6       |

## روابط خارجية
- وو مينشيا على موقع الاتحاد الدولي للسباحة (الإنجليزية)
- وو مينشيا على موقع قاعدة بيانات الغوص IAT (الألمانية)
- وو مينشيا على موقع أوليمبيديا (الإنجليزية)